# (15938) Bohnenblust
(15938) Bohnenblust est un astéroïde de la ceinture principale.

## Description
(15938) Bohnenblust est un astéroïde de la ceinture principale. Il fut découvert le 27 décembre 1997 à Prescott (Arizona) par Paul G. Comba. Il présente une orbite caractérisée par un demi-grand axe de 2,45 UA, une excentricité de 0,21 et une inclinaison de 11,9° par rapport à l'écliptique.

## Compléments